# Callitriche regis-jubae
Callitriche regis-jubae är en grobladsväxtart som beskrevs av Schotsman. Callitriche regis-jubae ingår i släktet lånkar, och familjen grobladsväxter. Inga underarter finns listade i Catalogue of Life.